# 递归集合
在可计算性理论中，一个自然数的子集被称为递归的、可计算的或具可判定性，如果我们可以构造一个算法，使之能在有限时间内终止并判定一个给定元素是否属于这个集合。更一般的集合的类叫做递归可枚举集合。这些集合包括递归集合，对于这种集合，只需要存在一个算法，当某个元素位于这个集合中时，能够在有限时间内给出正确的判定结果，但是当元素不在这个集合中时，算法可能会永远运行下去（但不会给出错误答案）。

## 定义
自然数的子集 S 被称为递归的，如果存在一个全可计算函数
{\displaystyle f:S\to \mathbb {N} }
使得
{\displaystyle f(x)=\left\{{\begin{matrix}0&{\mbox{if}}\ x\in S\\\neq 0&{\mbox{if}}\ x\notin S\end{matrix}}\right.}
换句话说，集合 S 是递归的，当且仅当指示函数 {\displaystyle 1_{S}} 是可计算的。

## 例子
- 空集
- 自然数
- 自然数的所有有限子集（有限子集并非可数子集，后者可能有无限多的元素）
- 素数的集合
- 递归语言是在形式语言字母表之上所有可能词的集合中的递归集合。

## 性质
如果{\displaystyle A}是递归集合，则{\displaystyle A}的补集是递归集合。
如果{\displaystyle A}和{\displaystyle B}是递归集合，则{\displaystyle A\cap B}、{\displaystyle A\cup B}和{\displaystyle A\times B} 是递归集合。集合{\displaystyle A}是递归集合，当且仅当{\displaystyle A}和{\displaystyle A}的补集是递归可枚举集合。一个递归集合在全可计算函数下的原像（preimage）是递归集合。